# 1893 en Colombie-Britannique
Chronologie de la Colombie-Britannique
- 1889
- 1890
- 1891
- 1892
- 1893
- 1894
- 1895
- 1896
- 1897

Cette page concerne des événements qui se sont produits durant l'année 1893 dans la province canadienne de Colombie-Britannique.

## Politique
- Premier ministre : Theodore Davie.
- Chef de l'Opposition :
- Lieutenant-gouverneur : Edgar Dewdney
- Législature :

## Événements

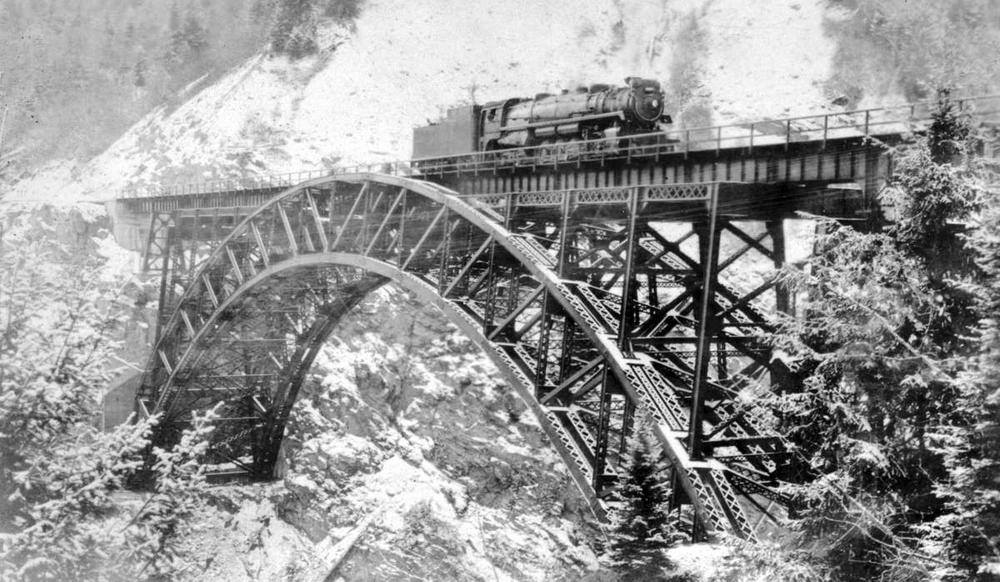
Stoney Creek Bridge.

- Mise en service du Stoney Creek Bridge, pont ferroviaire métallique en arc avec tablier supérieur d'une longueur totale de 200 mètres[1].